# Bert Schneider
Julius Gustav Albert Bert Schneider (1. juli 1897 i Philadelphia – 20. februar 1986) var en canadisk bokser som deltog i OL 1920 i Antwerpen. 
Schneider blev olympisk mester i boksning ved OL 1920 i Antwerpen. Han vandt guld i weltervægt. I finalen besejrede han britiske Alexander Ireland. 18 boksere fra ti lande stillede op i disciplinen, der blev afviklet den 21.–24. august 1920. 